# 中央コーポレーション
株式会社中央コーポレーション（ちゅうおうコーポレーション、Chuo Corporation）は、 東京都千代田区内神田本社を置く企業。旧本社所在地は愛知県名古屋市中区。

## 概要
株式会社ゼクスの連結子会社。事業主体を繊維から不動産開発に移していたが、リーマン・ショックを受けて業績が悪化、民事再生法を申請した。

## 沿革
- 1942年（昭和17年）4月30日 - 「東部紡毛糸工業株式会社」として設立。
- 1949年（昭和24年） - 「中央毛織株式会社」に商号を変更。大阪証券取引所及び名古屋証券取引所に株式を上場。
- 1961年（昭和36年） - 東京証券取引所に株式を上場。
- 2003年（平成15年） - 大阪証券取引所への上場廃止。
- 2006年（平成18年） - 「株式会社中央コーポレーション」に商号を変更。
- 2009年（平成21年）4月24日 - 民事再生手続開始の申立て、負債総額は340億円[1]。
- 2009年5月25日 - 上場廃止。
- 2010年（平成22年）1月28日 - 再生計画の認可を受ける[2]。

## 関連会社
- 株式会社中央リアルプラス
- 中央スピニング株式会社
- 柏平繊維工業株式会社
- 中央興産株式会社
- 中央ケアサービス株式会社
- 中央リース株式会社